# Francesc Salvat
Francesc Salvat i Vilaseca va ser un compositor i director. Va viure a Tarragona entre els segles XIX i xx. Es va formar amb Victoriano Agustí, mestre de capella de l'església prioral de Sant Pere de Reus (Tarragona), i també fou alumne de Felip Pedrell. Va ser director de companyies d'òpera i sarsuela amb les que va recórrer molts teatres d'Espanya. El 1888 també dirigí la societat Euterpe, fundada per Clavé. Poc després va dirigir El Eco Republicano, una agrupació que va aconseguir importants premis a França entre 1895 i 1897. El propi Salvat va guanyar un premi per una simfonia. En 1893 l'Ajuntament de Tarragona el va nomenar director de la seva banda municipal. Va ser professor del centre d'instrucció musical. Entre les seves composicions, destaca la sarsuela Barbers de saló, amb lletra d'Antoni Ferrer i Codina.

## Obres
Música escènica:
- Barbers de saló, Zarz, 1 act, 1, A. Ferrer Codina, est, 1898, Barcelona, E: Msa.
- La dama misteriosa, Zarz, 1 act, 1, R. Homedes Mundo / A. Fayula, est,1906, Tarragona, E: Mn.
- Els entremaliats, Zarz, 1 act, col. A. Esquerra, 1, F. Figueras Ribot / F. Boter, est, 2 d'octubre de 1907, Te. Principal (Barcelona).
- El cuarto del camarero, intermedio, 1 act, 1, J. Sánchez Mesa, est, 1907, E: Mn.
- El fielato, Sai, 1 act, 1, S. Rusiñol / A. Esquerra Codina, est, 1917, Barcelona.
- El eclipse total, sueño, 1 act, 1, A. Fayula.
- Los sujetivos, Zarz,1 act ,1, A. Fayula López Bayo.
- Los gaditanos, Zarz, 1 act, 1, J. Montagud Jijoane.

Piano:
- Carolina, Maz (IA)
- Flis-flas, Pk (VLL)
- Nuevo vals Boston (IA)
- Orquídea, Maz (VLL)

Altres: 
- 2 Marxes fúnebres per a Bda.[1]
- Marxa fúnebre "Descansa en Paz".